# Solenobia cembrella
Solenobia cembrella is een vlinder uit de familie van de zakjesdragers (Psychidae). De wetenschappelijke naam is gepubliceerd in 1761 door Linnaeus.